# 山崎純
山崎純（やまざき じゅん、1958年9月8日 - ）は、東京都出身の放送作家、劇作家、実業家。株式会社ブルーマウンテン代表取締役社長。日本放送作家協会理事、日本脚本家連盟会員。埼玉県立所沢高校卒業（バレーボール部所属）。
1982年、「闇夜のエトランゼ」にて文化庁舞台芸術創作奨励特別賞を受賞（「日高瞬」名義）。
東放学園講師(企画に関する授業)、多摩美術大学特別講師、エファップ・ジャポン講師、カルチャースクール 東急セミナーBE講師。

## 担当番組

### テレビ番組
- 「もっと過激にパラダイス」（NHK）
- 「スーパーテレビ情報最前線」（日本テレビ系）
- 「ニュースの森」（TBS系）
- 「アッコにおまかせ!」（TBS系）
- 「クイズ!超選択」（フジテレビ系）
- 「ワーズワースの庭で」（フジテレビ系）
- 「TVクルーズ となりのパパイヤ」（フジテレビ系）
- 「3時ヨこい!」（フジテレビ系）
- 「ビッグトゥディ」（フジテレビ系）
- 「めざましテレビ」（フジテレビ系）
- 「ノンフィックス」（フジテレビ系）
- 「こんにちは2時」（テレビ朝日系）
- 「これは知ってナイト」（テレビ朝日系）
- 「和田アキ子アワー」（テレビ朝日系）
- 「東京探検」（テレビ東京系）
- 「映画みたいな恋したい」（テレビ東京系）
- 「ときめきマリン」（テレビ東京系）
- 「健康DNA」（BS-i 現BS-TBS）

他

### ラジオ番組
- 「こんにちワ近石真介です」（TBSラジオ）
- 「毒蝮三太夫の土曜ワイド商売繁盛」（TBSラジオ）
- 「吉田照美の土曜ワイドハッピーTOKYO」（TBSラジオ）
- 「ラジオ図書館」（TBSラジオ）
- 「鈴木君のこんがりトースト」（TBSラジオ）
- 「きき耳ずきん」（TBSラジオ）
- 「100万円クイズジャーナル」（TBSラジオ）
- 「太田裕美のチャレンジ親子」（TBSラジオ）
- 「進めエナジー探検隊」（TBSラジオ）
- 「桃子っぽいね」（文化放送）
- 「港区海岸一丁目」（文化放送）
- 「辻よしなりラジオグラフィティ」（文化放送）
- 「川中美幸 人・うた・心」（文化放送）
- 「サンプラザ中野くんのDO NIGHT」（文化放送）
- 「現代人バンザイ」（ニッポン放送）
- 「BAY MORNING STREAM」（bayfm）
- 「POWER BAY MORNING」（bayfm）
- 「村上萌のCutie Party」（TBSラジオ）
- 「にいちゃんのランドセル」（文化放送）

他

## 舞台
- 「遅れて来た男」（新宿シアターモリエール）作・演出・主演
- 「祭りのあとで」（池袋シアターグリーン）作・演出・出演
- 「つかこうへい殺人事件」（大塚ジェルスホール）作・演出
- 「闇夜のエトランゼ」（本多劇場）作 ※昭和57年度文化庁舞台芸術創作奨励特別賞受賞作
- 「あんたのバラード」（大塚ジェルスホール）作・演出
- 「アップジョントリップ」（ラフォーレ原宿）作・演出
- 「GOD MAMA PLEASE」（ラフォーレ原宿）作・演出
- 「11人の少年」（池袋芸術劇場）脚色・演出・出演

## 主な著書
「山ちゃんの調べてミソヅケ」（鎌倉書房）